# Eiji Ueda
Eiji Ueda (født 22. december 1953) er en japansk fodboldspiller. Han var i perioden 2003-2004 træner for Japans kvindefodboldlandshold.